# Carposina saurates
Carposina saurates là một loài bướm đêm thuộc họ Carposinidae. Nó là loài đặc hữu của Oahu.